# Schism
"Schism" é uma canção da banda norte-americana de metal progressivo Tool. Foi o primeiro single e vídeo musical do seu terceiro álbum de estúdio, Lateralus. Em 2002, os Tool venceram o Grammy Award na categoria Best Metal Performance com esta canção.
"Schism" foi lançada como DVD single a 20 de Dezembro de 2005. O DVD contém o vídeo musical, comentário de David Yow, e um remix por Lustmord.
"Schism" é conhecida como exemplo da utilização por parte de Tool de ritmos complexos e mudança de métrica.
Ao vivo, é tocada uma versão mais longa da canção.
A canção está incluída no videojogo Guitar Hero World Tour.

## Faixas

### Promo
1. Schism (6:46)

### DVD
1. Schism (Video) (7:29)
2. Schism (Comentário) (7:29)
3. Schism (Lustmord Remix) (20:13)

## Pessoal
- Danny Carey - bateria
- Justin Chancellor - baixo
- Adam Jones - direcção artística, guitarra
- Maynard James Keenan - voz